# Хотянівський заказник місцевого значення
Хотянівський зака́зник місце́вого зна́чення - ландшафтний заказник місцевого значення в Україні. Розташований в межах Вишгородського району Київської області на північ від села Хотянівка, вздовж обвідного каналу Київського водосховища  в межах кварталів №868 (виділ 1) та №876 (виділ 1, 3, 4) ДП "Вищедубечанське лісове господарство".

## Загальні відомості
Площа 13,1 га. Статус надано у вересні 2022 року на рішенні Київської обласної ради від 22 вересня 2022 року № 313-13-VIII.

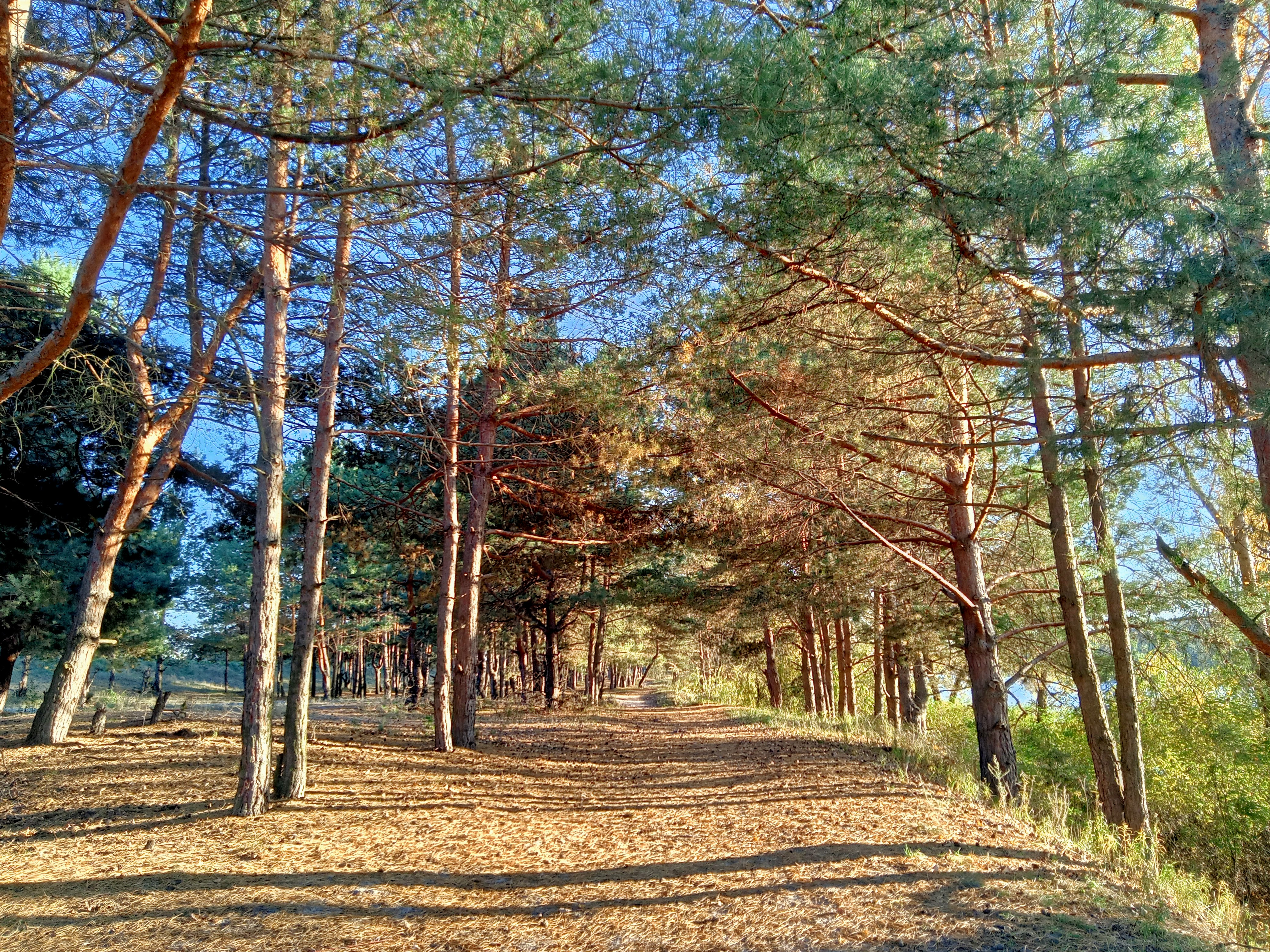
Хотянівський заказник місцевого значення. Ділянка соснового лісу вздовж обвідного каналу

Статус надано для збереження цінної ділянки соснового лісу, насиченої значним флористичним різноманіттям. Ареал виду, занесеного до Червоної книги України, в т.ч. сон лучний/чорніючий (Pulsatilla pratensis).